# Джордже Паун
Джорджиан Пъун (на румънски език Georgian Păun), е румънски футболист състезател на ЦСКА (София) под наем от Динамо Букурещ, може да играе като атакуващ халф или крило.